# Gare de Guimiliau
La gare de Guimiliau est une gare ferroviaire française de la ligne de Paris-Montparnasse à Brest, située au lieu-dit La Gare sur le territoire de la commune de Guimiliau, dans le département du Finistère en région Bretagne.
Elle est mise en service, en 1900, par la Compagnie des chemins de fer de l'Ouest.
C'est une halte voyageurs de la Société nationale des chemins de fer français (SNCF) desservie par des trains express régionaux TER Bretagne.

## Situation ferroviaire
Établie à 112 mètres d'altitude, la gare de Guimiliau est située au point kilométrique (PK) 581,703 de la ligne de Paris-Montparnasse à Brest, entre les gares de Saint-Thégonnec et de Landivisiau.

## Histoire
En 1877, le Conseil général du Finistère émet le vœu qu'une halte soit établie à proximité de Guimiliau, entre les stations de Landivisiau et Saint-Thégonnec. Il renouvelle cette demande en 1878, 1879 et 1880.
La halte est mise en service par la Compagnie des chemins de fer de l'Ouest le 30 août 1900 au passage à niveau no 286.
En 2011, la maison du garde barrière, encore présente en 1972, a disparu. La halte SNCF comporte deux quais disposés de chaque côté du passage à niveau. Des abris récents sont installés ; le quai des trains pour Rennes vient d'être refait. Il faut traverser le passage à niveau automatique pour accéder au quai pour Brest.

## Fréquentation
Selon les estimations de la SNCF, la fréquentation annuelle de la gare figure dans le tableau ci-dessous.
| Année               | 2015  | 2016  | 2017  | 2018  | 2019  | 2020 | 2021 | 2022 | 2023 |
| ------------------- | ----- | ----- | ----- | ----- | ----- | ---- | ---- | ---- | ---- |
| Nombre de voyageurs | 5 911 | 4 227 | 3 890 | 3 293 | 2 254 | 807  | 381  | 909  | 946  |

## Service des voyageurs

### Accueil
Halte ferroviaire SNCF, c'est un point d'arrêt non géré (PANG), qui dispose de deux quais avec abris.

### Desserte
Guimiliau est desservie par des trains TER Bretagne qui circulent entre Brest et Morlaix. 

### Intermodalité
Un parking réaménagé en décembre 2010 est situé face à l'entrée du quai pour Rennes.

Installations
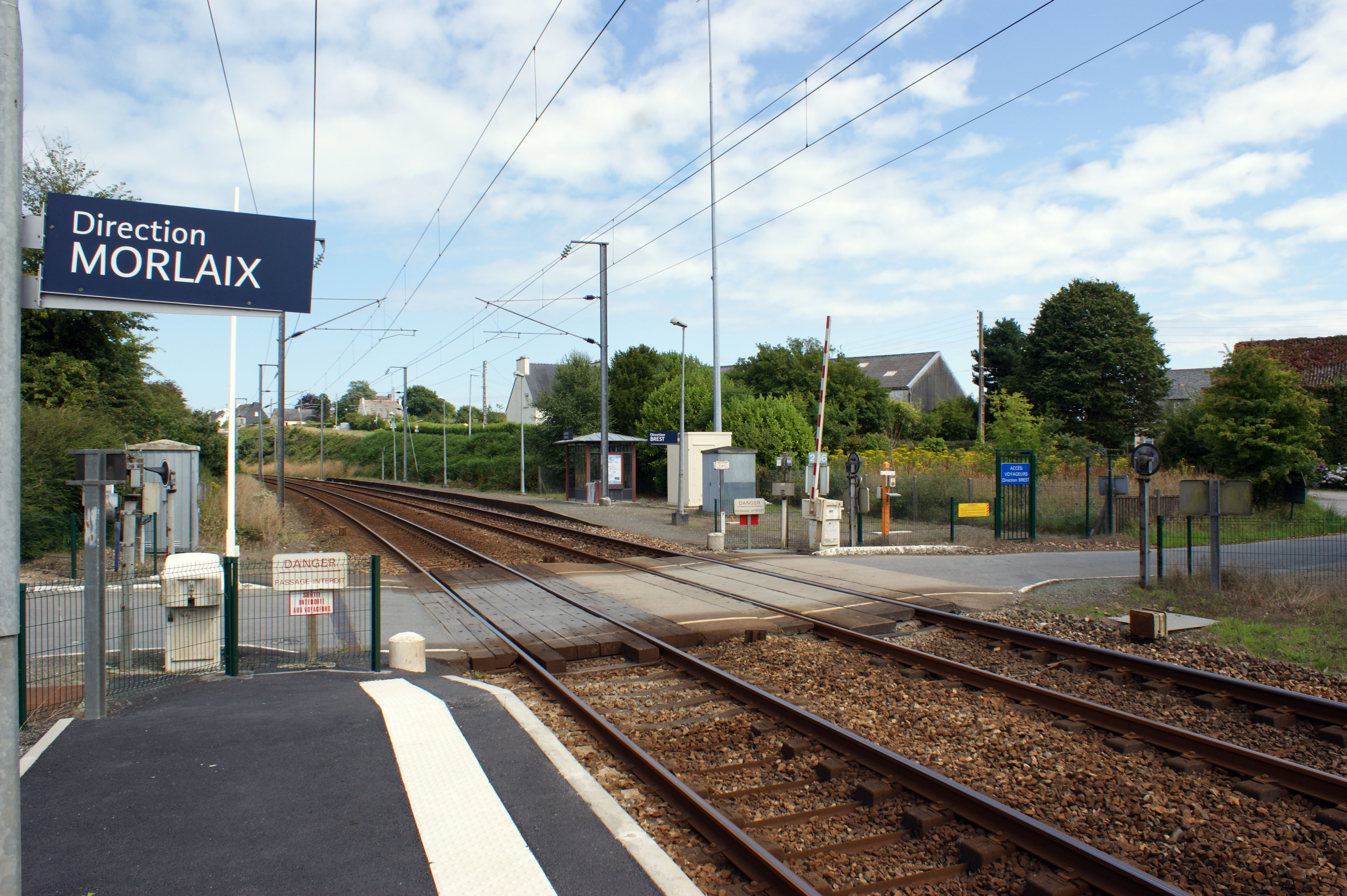
Voies et quais (direction Morlaix).
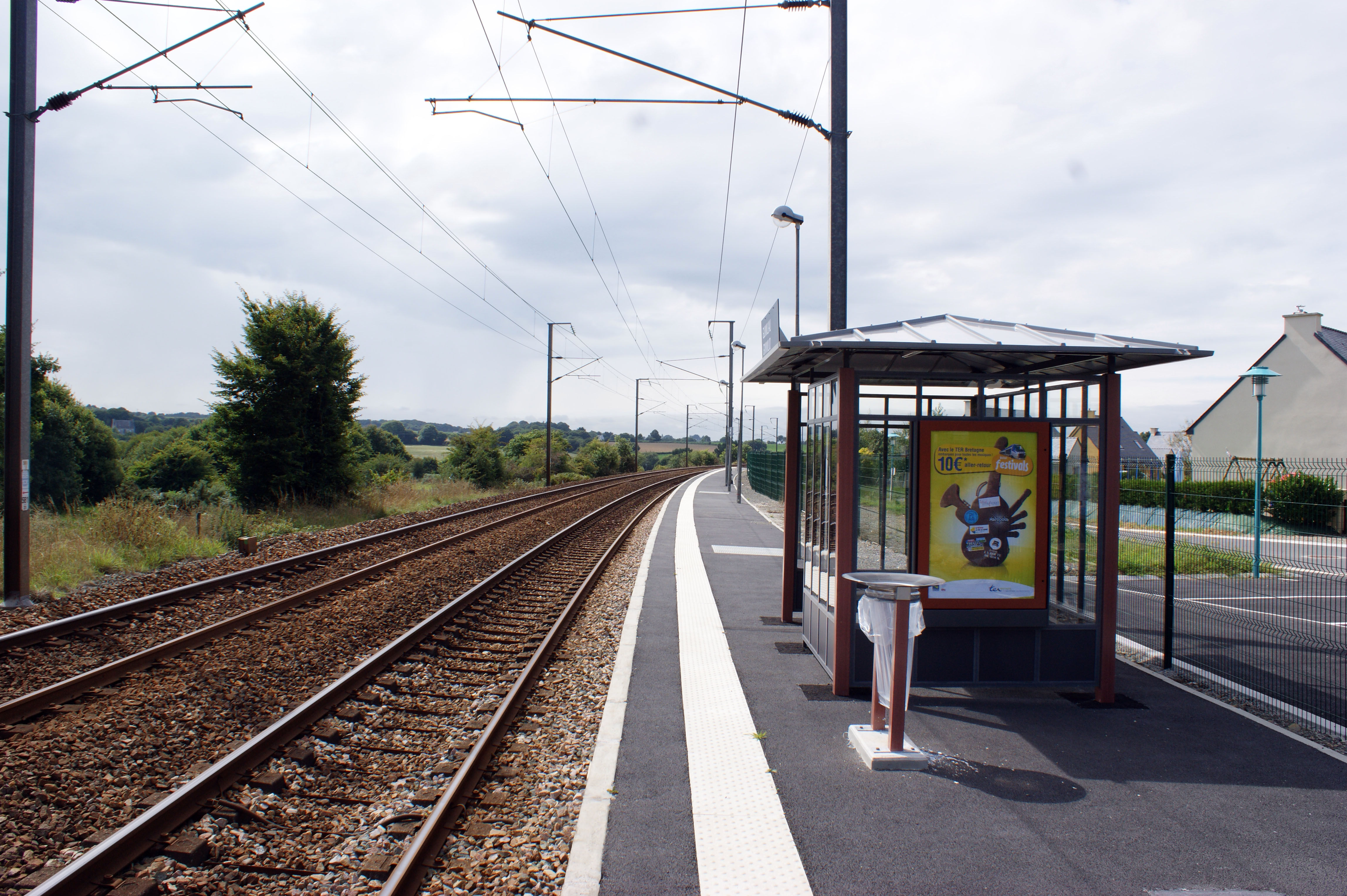
Voies en direction de Brest et le quai pour Morlaix..